# 米哈伊洛-盧卡舍韋
米哈伊洛-盧卡舍韋（羅馬化：Mykhailo-Lukasheve）是烏克蘭東南部扎波羅熱州扎波羅熱區米哈伊洛-卢卡舍韦市镇内的村落及其行政中心。距離新米哈伊利夫斯凱和科洛斯2公里，面積2.769平方公里。